# Lỗ đen: Các bài thuyết giảng trên đài
Lỗ đen: Các bài thuyết giảng trên đài (tên gốc tiếng Anh: Black Holes: The BBC Reith Lectures) là cuốn tập hợp hai bài nói chuyện của nhà vật lý lý thuyết Stephen Hawking trên BBC vào đầu năm 2016, sách được giới thiệu và ghi chú bởi David Shakman (biên tập viên khoa học của BBC News).

## Nội dung
Lỗ đen: Các bài thuyết giảng trên đài giống như một bản tóm lược ngắn gọn và dễ hiểu hơn của chương 6: Lỗ đen trong cuốn Lược sử thời gian do chính ông viết và được xuất bản năm 1988 (đã bán được trên 12 triệu bản trên toàn thế giới và đã được dịch ra hơn 30 thứ tiếng khác nhau).

## Bố cục
- Giới thiệu của David Shakman[2]
- Phần 1: Lỗ đen không có lông? (phát sóng ngày 26 tháng 1 năm 2016)[2]
- Phần 2: Lỗ đen không đen như chúng ta hằng tô vẽ (phát sóng ngày 2 tháng 2 năm 2016)[2]